# Mnesibulus annulipes
Mnesibulus annulipes är en insektsart som beskrevs av Lucien Chopard 1930. Mnesibulus annulipes ingår i släktet Mnesibulus och familjen syrsor. Inga underarter finns listade i Catalogue of Life.